# エスファハーン・シャヒード・ベヘシュティー国際空港
エスファハーン・シャヒード・ベヘシュティー国際空港（英：Esfahan Shahid Beheshti International Airport）とは、イラン・エスファハーンにある空港である。エスファハーン市街地から北に約20kmに位置している。

## 就航航空会社
- イラン航空（アフヴァーズ、バンダレ・アッバース、ケルマーン、シーラーズ、キーシュ、テヘラン/メヘラーバード、アーバーダーン、マシュハド、ザーヘダーン、ドバイ、クウェート）
- イランエアツアーズ（マシュハド）
- イラン・アーセマーン航空 (アーバーダーン、アフヴァーズ、ナジャフ）
- キーシュ航空（バンダレ・アッバース、マシュハド、アサルーイェ、キーシュ）
- ターバーン航空（テヘラン/メヘラーバード、マシュハド、キーシュ、バグダード）
- カスピアン航空 (マシュハド、アサルーイェナジャフ)
- マーハーン航空 (テヘラン/メヘラーバード、アサルーイェ)
- en:Zagros Airlines (テヘラン/メヘラーバード、マシュハド、ナジャフ)
- en:ATA Airlines (テヘラン/メヘラーバード、マシュハド、バグダード)
- en:Karun Airlines (テヘラン/メヘラーバード、シーラーズ、アフヴァーズ、マシュハド、マーフシャフル)
- en:Meraj Airlines (マシュハド)
- フライドバイ(ドバイ)
- エア・アラビア (シャールジャ)
- サウジアラビア航空（ジッダ [季節運航]）
- イラク航空 (バグダード、ナジャフ)
- ターキッシュ・エアラインズ (イスタンブール/アタテュルク)
- オーストリア航空 (ウィーン)

## その他
2004年5月8日にエマーム・ホメイニー国際空港でのトラブルにより、一部の便はシャヒード・ベヘシュティー空港へダイバートした。